# Сипадан
Сипадан (малайск. Sipadan) — небольшой остров в Малайзии, восточная часть штата Сабах. Представляет собой конус потухшего вулкана.

## Живность
В водах вокруг Сипадана обитают акулы, черепахи, большое разнообразие видов рыб.
На самом острове живут вараны.

## Туризм
Вместе с близлежащими островами, такими как Мабул и Капалай, Сипадан образует один из самых привлекательных регионов Малайзии для дайвинга и сноркелинга.
Сипадан объявлен национальным парком. Въезд для туристов возможен по заявкам, не более 120 человек в день. Плата за посещение на день — 40 рингит (эквивалент $11).

## Видео
- Морские черепахи в Сипаданe на YouTube